# Bayerisches Konkordat (1817)
Das Bayerische Konkordat vom 24. Oktober 1817 ist ein Staatskirchenvertrag, der zwischen dem Königreich Bayern und dem Heiligen Stuhl abgeschlossen wurde.

## Verhandlungen

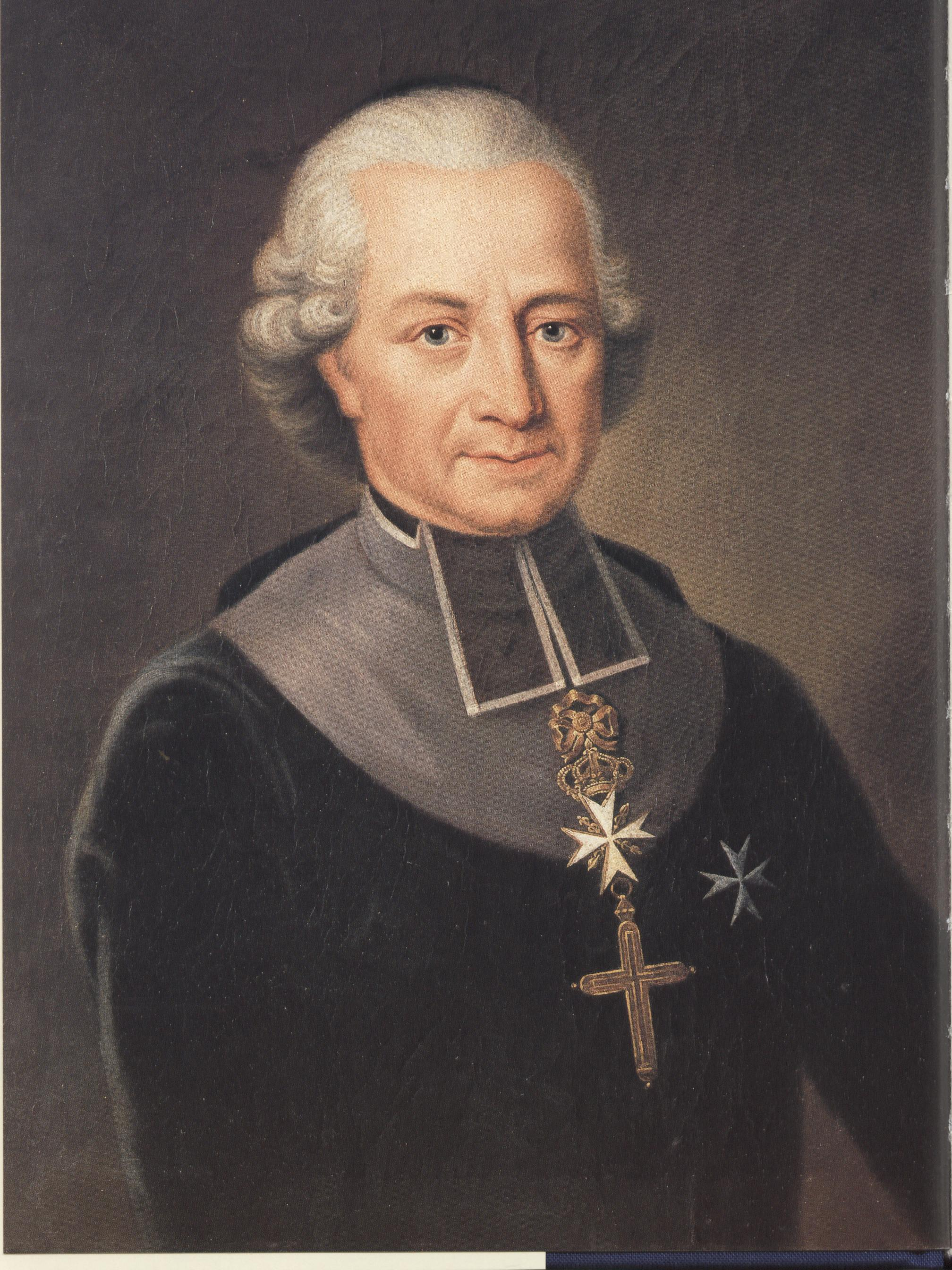
Johann Casimir von Häffelin

Die Säkularisation des kirchlichen Besitzes und die Mediatisierung der kirchlichen Reichsstände im Jahr 1803 bedeutete den Untergang der bisher bestehenden Reichskirche und machte in den Staaten des Heiligen Römischen Reiches Deutscher Nation eine Neuordnung der Beziehungen zur Kirche notwendig.
Das Königreich Bayern begann 1806, Verhandlungen mit dem Heiligen Stuhl über ein Konkordat zu führen; 1807 setzte es diese aus. Nach dem Ende der napoleonischen Ära und der damit verbundenen Wirren begannen das Bayerische Außenministerium und das für Kirchenangelegenheiten zuständige Innenministerium 1814 neuerlich mit internen Vorbereitungen; 1816 wurden die Verhandlungen wieder aufgenommen. Der bayerische Gesandte beim Heiligen Stuhl, Bischof Johann Casimir Häffelin, führte die Gespräche und kam den Wünschen der Kurie nach einer Aufweichung der Parität und der staatlichen Aufsichtsrechte so weit entgegen, dass die Regierung in München mehrere Entwürfe eines Konkordates ablehnte.
Am 5. Juni 1817 – also nach der Entlassung Montgelas’ im Februar – unterschrieb Häffelin einen zuvor von der bayerischen Regierung abgelehnten Text, nachdem dieser geringfügig verändert worden war, ohne Rücksprache mit der bayerischen Regierung. Das Königreich Bayern wollte eine Brüskierung des Heiligen Stuhls durch einen Widerruf der Unterzeichnung vermeiden; König Max I. Joseph ratifizierte es am 24. Oktober 1817 nach einigen kleineren Änderungen, die zugunsten Bayerns nachverhandelt worden waren.

## Der Inhalt des Konkordats von 1817

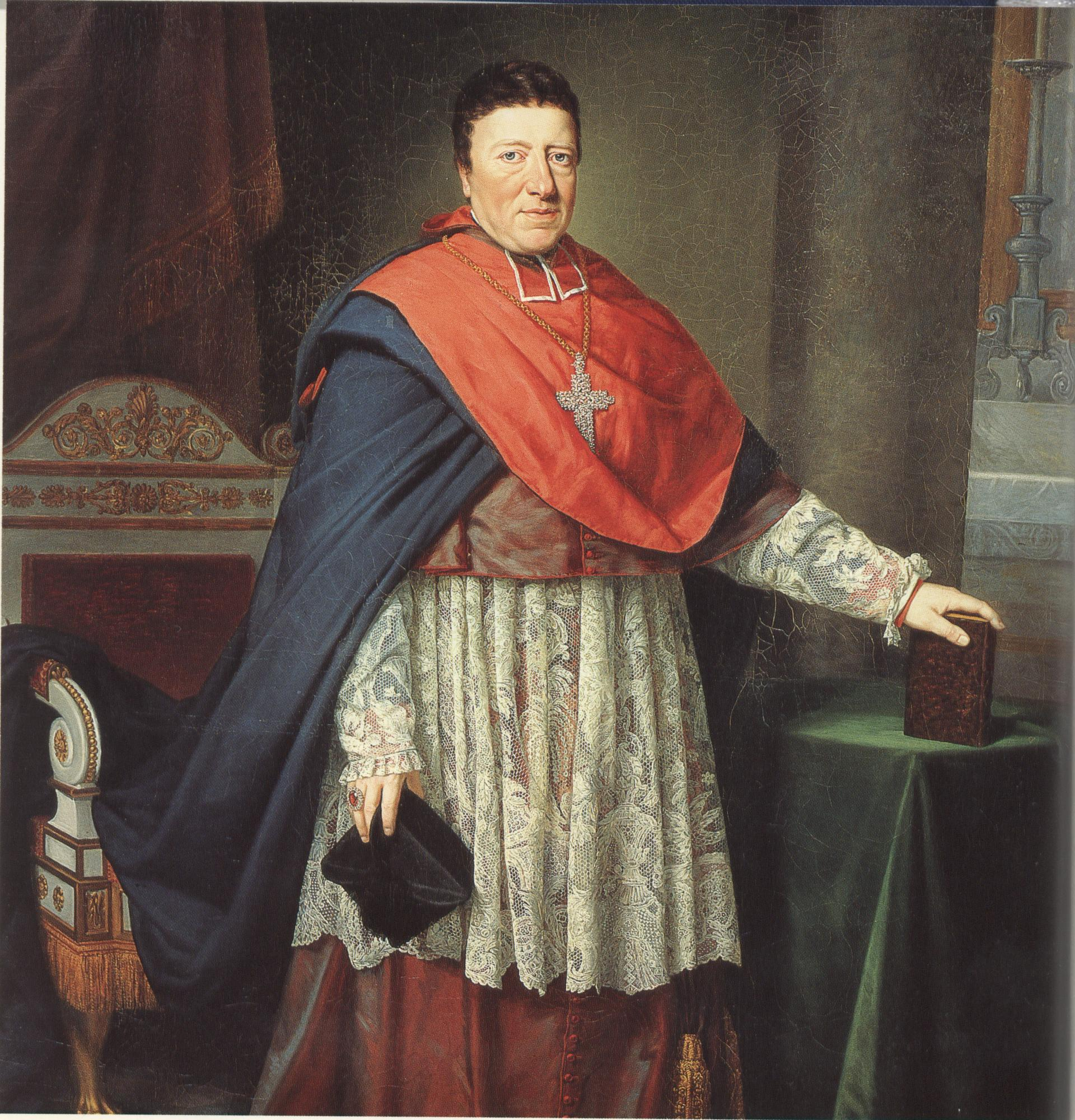
Lothar Anselm Freiherr von Gebsattel, erster Erzbischof von München-Freising

Als ersten Schritt zur Neuumschreibung der katholischen Diözesen in Deutschland nach dem Wiener Kongress schuf das Konkordat in Artikel II für das gesamte Gebiet des Königreichs Bayern eine neue Kirchenorganisation mit den beiden Erzbistümern München-Freising und Bamberg, denen jeweils drei Suffraganbistümer (München-Freising: Augsburg, Passau, Regensburg; Bamberg: Eichstätt, Speyer, Würzburg) zugeordnet waren. Damit war einerseits der bayerische Wille erfüllt, Staats- und Kirchengrenzen in Übereinstimmung zu bringen, andererseits verweigerte sich die Kurie erfolgreich der bayerischen Forderung nach einer einzigen Kirchenprovinz, die dann Züge eines Landesbistums getragen hätte.
Als Entschädigung für die Enteignungen der Säkularisation übernahm der bayerische Staat in den Artikeln IV, V und VI die genau festgelegte Besoldung der Erzbischöfe, Bischöfe und Mitglieder des Domkapitels, zudem die Bereitstellung von Gebäuden für die Diözesanverwaltung und Beihilfen zum Unterhalt der Knaben- und Priesterseminare und für Altenheime für „wohlverdiente Geistliche“. Artikel VII legte fest, dass „zum Unterrichte der Jugend in der Religion und den Wissenschaften, oder zur Aushülfte in der Seelsorge, oder zur Kranken-Pflege“ einige Klöster wiedererrichtet werden sollten.
Dem bayerischen König wurde in Artikel IX das Nominationsrecht für alle acht bayerischen Bischofsstühle zugestanden.
Der Papst setzte damit die vom König Ernannten lediglich kanonisch in ihr Amt ein. Den großen Einfluss des Königs auf die hohen Kirchenämter sicherte auch der in Artikel XV festgeschriebene Gehorsams- und Treueid der Bischöfe. Des Weiteren sicherte sich der König in Artikel X das Nominationsrecht für die Domdekane und in den ungeraden Monaten auch für die Domkapitulare (in den geraden Monaten teilten sich der Bischof und das Domkapitel das Ernennungsrecht; die Dompröpste wurden dagegen vom Papst ernannt). Artikel XI sicherte dem Monarchen darüber hinaus auch Einfluss auf die niederen Kirchenämter, da ihm zugestanden wurde, für die landesherrlichen Pfarreien die Kandidaten zu präsentieren und in allen anderen Pfarreien die Benannten zu bestätigen.
Artikel XII sicherte demgegenüber der Kirche Freiheit in ihren geistigen Aufgaben und der „Communication (...) in geistlichen Dingen und kirchlichen Angelegenheiten“ mit dem Papst und den Gläubigen zu und erweiterte die Zuständigkeiten der kirchlichen Gerichte wieder auf „geistliche Sachen und insbesondere Ehesachen“. Damit wurden die seit dem 16. Jahrhundert vom Staat erworbenen traditionellen Kontrollrechte über die Kirche (z. B. das Placet zu kirchlichen Veröffentlichungen und der Einfluss auf die Ausbildung der Priester) sowie die in der zweiten Hälfte des 18. Jahrhunderts beschlossenen Amortisationsgesetze weitgehend zurückgenommen. Durch Artikel XVI wurde diesbezüglich auch festgelegt, dass „durch gegenwärtige Uebereinkunft (...) die bisher in Baiern gegebenen Gesetze, Verordnungen und Verfügungen, in so weit sie derselben entgegen sind, als aufgehoben angesehen werden.“
Die Artikel XIII und XIV enthielten Schutzbestimmungen für die Kirche, nach denen der Staat die Verbreitung von Büchern, die „dem Glauben, den guten Sitten oder der Kirchenzucht zuwider“ liefen, zu verhindern hatte und keine Herabwürdigungen, Schmähungen oder Missachtungen der Kirche und ihrer Amtsträger zulassen durfte.

## Bewertung und Folgen
Das Konkordat sicherte dem Staat großen Einfluss auf die Kirche durch die Beteiligung an der Besetzung sowohl hoher als auch niederer Kirchenämter. Die starke Stellung, die demgegenüber aber auch der katholischen Kirche zugebilligt wurde, erregte Verunsicherung und Empörung bei liberalen Katholiken und Protestanten, die aufgrund einiger Passagen des Konkordats befürchteten, der Staat werde auf seine Hoheitsrechte gegenüber der Kirche verzichten und die seit 1801 im bürgerlichen Recht gepflegte Toleranzpolitik sowie die in den Religionsedikten von 1803 und 1809 festgelegte volle Parität der drei christlichen Konfessionen (Katholiken, Lutheraner, Reformierte) aufweichen.
Um dem zu begegnen, erließ Max I. Joseph am 17. Juni 1818 das „Edict über die äußern Rechtsverhältnisse der Einwohner des Königreichs Bayern, in Beziehung auf Religion und kirchliche Gesellschaften“ (Religionsedikt von 1818) als Beilage zur Verfassung und am 7. November 1818 eine „Königliche Erklärung, die II. Verfassungs-Beilage und deren Anhänge betreffend“, in der die bisher geübte Toleranz- und Paritätspolitik bestätigt wurde.
Gleichzeitig wurde das Konkordat auch lediglich als einfaches Gesetz verkündet und dem Religionsedikt, das selbst Bestandteil der Verfassung war, als Anhang beigegeben, um die Priorität des Religionsediktes zu verdeutlichen.
Auch wenn „die bayerische Staatspraxis (...) sich nach dem Religionsedikt“ richtete (E. Weis) und das Konkordat in vielfachem Widerspruch zum Religionsedikt stand, blieb das Konkordat von 1817 doch bis zum Ende der bayerischen Monarchie 1918 (siehe Ludwig III.) in Kraft und wurde wechselseitig auch weitestgehend beachtet. Das Bayerische Konkordat aus dem Jahr 1924 löste das Konkordat des Jahres 1817 ab und ist mit Änderungen bis heute in Kraft.

## Quelle
- Bayerisches Konkordat von 1817. In: Karl Hausberger: Staat und Kirche nach der Säkularisation. Zur bayerischen Konkordatspolitik im frühen 19. Jahrhundert. St. Ottilien 1983, S. 309–329.